# 밀로시 닌코비치
밀로시 닌코비치(세르비아어: Милош Нинковић, Miloš Ninković, 1984년 12월 25일 ~)는 유고슬라비아 태생의 세르비아의 축구 선수이다. 현재 웨스턴 시드니 원더러스 FC에서 활약하고 있다.